# Freden i Roskilde
Freden i Roskilde blev forhandlet i Høje Taastrup præstegård og underskrevet 26. februar 1658 i Roskilde domkirke. Fra dansk side var indgåelsen af fredsaftalen et forsøg på at forhindre et totalt nederlag til Sverige i Første Karl Gustav-krig, og dermed det danske riges udslettelse. Fra svensk side var ambitionen at tage gevinsterne fra lynkrigen hjem uden at risikere et feltslag mod de relativt stærke danske styrker i København. 
Den danske delegation blev ledet af rigshofmester Joakim Gersdorff og rigsråd Christen Skeel, mens svenskerne var repræsenteret af rigsråd Sten Nilsson Bielke og den danske overløber Corfitz Ulfeldt. Som mæglere fungerede englænderen Philip Meadowe og franskmanden Hugues de Terlon. Den svenske konge havde derimod afvist at lade en repræsentant for Danmarks allierede Nederlandene deltage.
I august samme år genoptog Sverige dog krigshandlingerne i Anden Karl Gustav-krig, da den svenske konge ikke var tilfreds med resultatet af freden. Fredsslutningen den 27. maj 1660 efter denne krig stadfæstede med enkelte ændringer Roskilde-freden. Ændringer var bl.a. at Bornholm (med Ertholmene) tilbageførtes til den danske krone og Trondhjems len til den norske krone.

## Svenske krav
De første svenske krav om landafståelser var ekstremt hårde:
| Østdanmark - Blekinge - Halland permanent (området var allerede afstået for 30 år i 1645 ved Freden i Brömsebro) - Skåne - Bornholm med Ertholmene* Øer i Kattegat - Anholt (hallandsk til 1645, men var forblevet under Danmark)* - Læsø (jysk)* - Samsø (jysk)* Øer ved Sjælland - Saltholm* - Hven (skånsk fra 1654 - tidligere sjællandsk) - Møn* | I Norge - Bohuslen - Trondhjems stift (der dengang omfattede hele Trøndelagen og Nordnorge)* - Resten af Norge i 30 år* I Nordatlanten - Island* - Færøerne* I øvrigt - grevskabet Pinneberg* i Holsten |

Områder markeret med * blev ved den endelige aftale ikke afstået til Sverige.
Allerede på andendagen afstod svenskerne fra mange af deres krav. Bl.a. det om afståelse af Sydnorge i 30 år, men alligevel brød forhandlingerne sammen den 13. februar. De genoptoges tre dage senere, og den 18. februar underskrev parterne en foreløbig aftale i Høje Tåstrup præstegård.
Slutforhandlingerne flyttedes til Roskilde, og den 26. februar undertegnedes fredstraktaten i Roskilde domkirke.

## Fredsresultat og svenske garantier
Den danske konge, Frederik 3., afstod de østdanske landsdele: Skåne, Halland (i 1645 tildelt Sverige i en periode på 30 år ved Freden i Brømsebro, men nu permanent afgivet til Sverige), Blekinge, Hven og Bornholm, samt Bohuslen og Trondhjems len (stort set identisk med Trøndelagen). Endvidere skulle Danmark spærre bælterne for svenskfjendtlige flåder, bespise svenske tropper i landet og tilbagelevere Corfitz Ulfeldts konfiskerede værdier. Svenskerne garanterede til gengæld i aftalens § 9 indbyggerne i de afståede østdanske og norske landsdele, at de måtte beholde deres gamle rettigheder og love, privilegier og friheder uantastede (dvs. f.eks. beholde Skånske lov og dansk kirkesprog). Ikke desto mindre blev der i løbet af de følgende år iværksat en forsvenskning af de erobrede landsdele uden at den danske regering protesterede.

### Kendt citat
De hårde fredsbetingelser fik den danske rigshofmester Joachim Gersdorff til at udtale ordene: "Gid jeg ikke kunne skrive", da han skulle underskrive traktaten.

## Anden Karl Gustav-krig 1658 og Freden i København
Den svenske konge, Karl 10. Gustav, var dog ikke tilfreds med fredsaftalen, og allerede 5. august 1658 genoptog han krigshandlingerne (Anden Karl Gustav-krig). Fredsslutningen 27. maj 1660 stadfæstede med enkelte ændringer Roskilde-freden, men tilbageførte Bornholm (med Ertholmene) til den danske og Trondhjems len til den norske krone. Trondhjems Len havde Frankrig, England og Nederlandene aftalt, at Danmark skulle have tilbage i 1659, da de tre stormagter vedtog de såkaldte Haager-artikler. Mens Bornholm skulle erstattes med 18 skånske herregårde, som den danske krone købte af ejerne. Danmark kunne beholde Pinneberg.